# Ciadoux
Ciadoux – miejscowość i gmina we Francji, w regionie Oksytania, w departamencie Górna Garonna.
Według danych na rok 1990 gminę zamieszkiwały 203 osoby, a gęstość zaludnienia wynosiła 21 osób/km² (wśród 3020 gmin regionu Midi-Pireneje Ciadoux plasuje się na 860. miejscu pod względem liczby ludności, natomiast pod względem powierzchni na miejscu 1114.).